# Rhabdomastax
Rhabdomastax is een geslacht van rechtvleugeligen uit de familie Episactidae. De wetenschappelijke naam van dit geslacht is voor het eerst geldig gepubliceerd in 1969 door Descamps.

## Soorten
Het geslacht Rhabdomastax omvat de volgende soorten:
- Rhabdomastax blanci Descamps, 1969
- Rhabdomastax cornuta Descamps, 1965
- Rhabdomastax spinulosa Descamps, 1965
- Rhabdomastax tenuis Descamps, 1974